# Веллс (Міннесота)
Веллс (англ. Wells) — місто (англ. city) в США, в окрузі Феріболт штату Міннесота. Населення — 2410 осіб (2020).

## Географія
Веллс розташований за координатами 43°44′35″ пн. ш. 93°43′40″ зх. д. / 43.74306° пн. ш. 93.72778° зх. д. (43.742946, -93.727773).  За даними Бюро перепису населення США в 2010 році місто мало площу 5,15 км², уся площа — суходіл.

## Демографія
Згідно з переписом 2010 року, у місті мешкали 2343 особи в 1013 домогосподарствах у складі 635 родин. Густота населення становила 455 осіб/км².  Було 1133 помешкання (220/км²).
Расовий склад населення:
| - 96,9 % — білих - 0,8 % — азіатів - 0,2 % — корінних американців - 0,2 % — чорних або афроамериканців |

До двох чи більше рас належало 1,1 %. Частка іспаномовних становила 7,3 % від усіх жителів.
За віковим діапазоном населення розподілялося таким чином: 22,6 % — особи молодші 18 років, 54,8 % — особи у віці 18—64 років, 22,6 % — особи у віці 65 років та старші. Медіана віку мешканця становила 45,3 року. На 100 осіб жіночої статі у місті припадало 91,9 чоловіків;  на 100 жінок у віці від 18 років та старших — 86,5 чоловіків також старших 18 років.
Середній дохід на одне домашнє господарство  становив 49 043 долари США (медіана — 39 679), а середній дохід на одну сім'ю — 54 509 доларів (медіана — 46 058). Медіана доходів становила 42 194 долари для чоловіків та 31 336 доларів для жінок. За межею бідності перебувало 20,7 % осіб, у тому числі 28,7 % дітей у віці до 18 років та 17,1 % осіб у віці 65 років та старших.
Цивільне працевлаштоване населення становило 1155 осіб. Основні галузі зайнятості: освіта, охорона здоров'я та соціальна допомога — 25,3 %, виробництво — 16,4 %, роздрібна торгівля — 10,0 %, транспорт — 7,8 %.